# Guardia Imperial

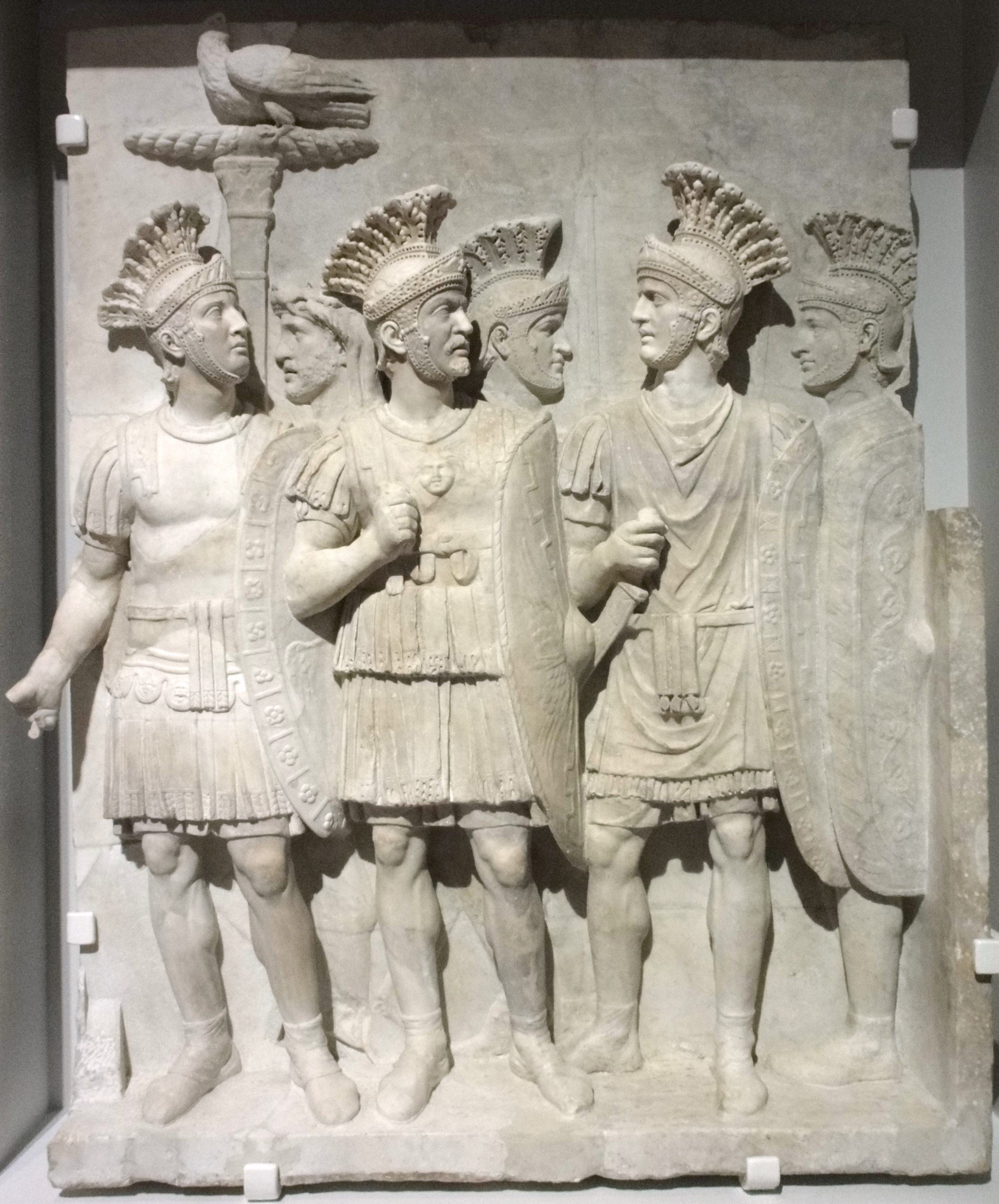
Guardias pretorianos representados en un relieve de mármol del Arco de Claudio (51-52)

Una guardia imperial o guardia de palacio es un grupo especial de tropas (o parte de las mismas) de un imperio, estrechamente y directamente asociada con el propio Emperador (a veces con un reino o similar). Por lo general, estas tropas encarnan un mayor estatus de élite que otras fuerzas imperiales, incluidas las fuerzas armadas regulares. Usualmente mantienen derechos, privilegios y tradiciones especiales.
Debido a que el jefe del estado a menudo desea estar protegido por los mejores soldados disponibles, su número y organización pueden ampliarse para llevar a cabo tareas adicionales, como fue el caso de la Guardia Imperial de Napoleón es un ejemplo de esto.
En función de las diferentes políticas, que suelen depender de un mayor grado de coerción para mantener una autoridad única, la confiabilidad política y la lealtad de la guardia son los factores más importantes en su reclutamiento. En esos casos, las filas de la guardia imperial pueden nutrirse, por un lado, con un pariente de la realeza o un miembro del "clan" con intereses ciertos en la supervivencia de la familia gobernante, y por el otro, con miembros, social y culturalmente separados de la población general y, por tanto, dependientes del clientelismo Imperial para su supervivencia, como por ejemplo, la Guardia varega (que reclutaba exclusivamente extranjeros) o los Jenízaros (niños cristianos tomados como esclavos desde niños, para servir al Sultán).

## Guardias imperiales
Entre las diferentes guardias imperiales que han existido a lo largo de los siglos, destacan:
- Imperio aqueménida, los 10.000 Inmortales o Meloforos (literalmente «los portadores de manzanas»), regimiento de infantería pesada de élite que funcionaba como guardia imperial o como parte del ejército que luchó en las guerras médicas.
- Imperio romano, la Guardia pretoriana del Ejército Imperial del 27 a. C. - 312.
  - Los Equites singulares Augusti, guardias imperiales a caballo de los emperadores romanos.
  - Los Jovianos y Herculianos, legiones de guardias de élite durante la Tetrarquía.
  - Las Scholae Palatinae o Escolas palatinas, guardias imperiales del ejército romano tardío en los imperios occidental y oriental. Establecidas en c. 312, en Occidente hasta los años 490, y en servicio en el Imperio bizantino hasta c. 1080.
- Imperio bizantino, la Guardia varega, guardia imperial del emperador y soldados de élite en los siglos X-XV. 
  - Los Excubitores, guardias imperiales bizantinos establecidos bajo el emperador bizantino León I el Tracio.
  - Los Spatharioi, guardias del palacio bizantino en los siglos V-VIII.
  - Los Tagmata, unidades de guardia de élite bizantinas en los siglos VIII-XI.
  - Los Hetaireia, guardia mercenaria bizantina compuesta por hombres de Europa del Este y de Asia Central en los siglos IX-XII.
- Imperio chino, los 8.000 guerreros de terracota que protegen al emperador en el Más Allá.
- Imperio Han, el Ejército del Norte, rama del ejército profesional permanente de la Dinastía Han, estacionada alrededor de la capital. Varias unidades de este ejército recibirían el honor de proteger al emperador en la capital.
  - Guardias imperiales del Bosque Emplumado (unidad compuesta principal o completamente de caballería) (Cuerpo de élite Yulin) del ejército de la dinastía Han.[1][2]
  - Los Rápidos como tigres (unidad de guardias imperiales - Cuerpo de élite Huben) del ejército de la dinastía Han.[1][2]
- Imperio Tang, los Guardias imperiales de la dinastía Tang, formados inicialmente como guardaespaldas de honor del emperador y la guarnición de la capital, y fueron evolucionando para reflejar la transición de la era de la dependencia de los soldados profesionales sobre los voluntarios y reclutas no profesionales.
- Imperio Qing, los Guardas imperiales de Manchú, encargados de proteger a la persona del Emperador de China y la Ciudad Prohibida durante la dinastía Qing.
- Estado de Manchuria, la Guardia imperial de Manchukuo.
- Sijismo, los Inmortales, guerreros Nihang o los Akalis de los Sijs que jugaron un papel fundamental en la historia militar Sij.
- Imperio alemán, el Cuerpo de Guardias prusiano, y más tarde del Ejército imperial alemán.
- Imperio Austro-Húngaro, la Guardia imperial austríaca durante el Imperio austríaco y luego Austro-Húngaro, escolta personal del emperador o del archiduque de Austria.
- Imperio de Brasil, la Guardia imperial de los Arqueros, guardaespaldas imperiales y guardias ceremoniales del palacio.
- Imperio coreano, La Guardia imperial coreana de los Tres Reinos de Corea, Goryeo y el Reino de Joseon.
- Imperio etíope, la Mehal Sefari, unidad especializada de Guardia imperial.
  - La Kebur Zabangna, Guardia imperial conocida también como Primera División.
- Primer Imperio francés, la Guardia imperial de Napoleón I.
  - Los Mamelucos de la Guardia imperial, escuadrón de caballería, integrado en la Guardia imperial.
- Segundo Imperio francés, la Guardia imperial de Napoleón III.
- Imperio iraní, los inmortales, la Guardia Imperial iraní, existente en Irán en el siglo XX bajo la dinastía Pahlavi.
- Reino de Georgia, la Guardia Monaspa, unidad de élite del ejército georgiano.
- Imperio de Japón, la Guardia imperial de protección del Emperador de Japón. Posteriormente formó parte del ejército japonés y desde 1947, se integró en la Policía Nacional de Japón.
- Imperio mongol, Jeshig, Guardia imperial mongola.
- Imperio otomano, los Jenízaros y Baltadji, guardias de palacio del Sultán.
- Imperio ruso, la Guardia imperial o Guardia Leib de los zares rusos.
- Imperio serbio, la Guardia Alemánica del Emperador de los serbios steban Uroš IV Dušan el Poderoso.

## Ficción
- Brigada Crimson, unidad de lucha de élite del Imperio de Esmirna en la película del 2000, Dungeons & Dragons.
- Guardia imperial, ejército del Imperio en Warhammer 40.000, juego de miniaturas de estrategia.
- Guardia imperial, grupo de guerreros alienígenas en el universo de Marvel Comics que tienen el deber de servir al Imperio Shi'ar.
- Guardia imperial del planeta Andor en la serie de televisión Star Trek: Enterprise.
- Guardia real del Emperador, protectores personales del Emperador en el universo de Star Wars.
- Sardaukar del emperador Padishah y los Fremen Fedaykin de Paul Muad'dib, además de sus sucesores, los Oradores de Peces, sirven como guardias imperiales en la saga Dune de Frank Herbert.